# حشره‌خوار کینابالو
 حشره‌خوار کینابالو (نام علمی: Crocidura baluensis) نام یک گونه از سرده حشره‌خوارهای دندان‌سفید است.